# Sandra Weihs
Sandra Weihs, auch Sandra Grabner-Weihs (* 15. September 1983 in Klagenfurt am Wörthersee), ist eine österreichische Schriftstellerin.

## Leben
Weihs wuchs in ihrer Geburtsstadt Klagenfurt auf und besuchte das Bundesrealgymnasium Klagenfurt-Viktring (musischer Zweig). Von 2003 bis 2007 absolvierte sie an der FH Campus Wien ein Studium der Sozialen Arbeit, das sie mit dem Magistra (FH) für sozialwissenschaftliche Berufe abschloss. In ihrer Magisterarbeit beschäftigte sie sich mit der Bedeutung der Intuition in der professionellen sozialen Arbeit. 2007 zog Weihs nach Oberösterreich. Seit 2011 arbeitet sie mit sozial benachteiligten Kindern, Jugendlichen und Familien. Sie lebt in Vöcklamarkt und hat zwei Söhne.
2015 veröffentlichte Weihs ihren Debütroman Das grenzenlose Und bei der Frankfurter Verlagsanstalt. Er handelt von der Borderline-Patientin Marie und dem an einem Hirntumor erkrankten Emanuel, welche planen, sich zusammen das Leben zu nehmen. Weihs hatte bereits mit 18 Jahren die Idee zu der Geschichte, verfasste mehrere Versionen des Romans und schrieb die finale Version schließlich innerhalb von acht Monaten. Ihre beruflichen Erfahrungen als Sozialarbeiterin flossen in die Handlung mit ein. Der Roman wurde mit dem Literaturpreis der Jürgen Ponto-Stiftung ausgezeichnet. Er wurde vielfach in der Presse besprochen und bekam gemischte Kritiken. Dabei wurde insbesondere das Ende des Romans mehrfach kritisiert, während unter anderem Weihs' Stil und die Zeichnung der Figuren positive Erwähnung fanden.
2020 veröffentlichte Weihs beim Czernin Verlag ihren zweiten Roman Delilah, der von Freundschaft und erster Liebe handelt.

## Werke
- Das grenzenlose Und. Roman. Frankfurter Verlags-Anstalt, Frankfurt am Main 2015, ISBN 978-3-627-00220-6.
- Delilah. Roman. Czernin Verlags GmbH, Wien 2020, ISBN 978-3-7076-0703-1.